# 1607 T-2
1607 T-2 är en asteroid i huvudbältet som upptäcktes den 24 september 1973 av den nederländsk-amerikanske astronomen Tom Gehrels och det nederländska astronomparet Ingrid van Houten-Groeneveld och Cornelis Johannes van Houten vid Palomarobservatoriet